# Felsgravuren von Otjitoroa-West
Die Felsgravuren von Otjitoroa-West (englisch Rock Engravings) sind Felszeichnungen auf der gleichnamigen Farm in der Nähe von Kalkfeld in der Region Otjozondjupa in Namibia. Sie sind seit dem 1. Mai 1967 ein Nationales Denkmal Namibias.
Die Felsgravuren zeigen vor allem Fährten von Kudus, Oryxen, Springböcken und Zebras. Sie sind 20 bis 40 Zentimeter groß. Es wurde zudem ein seltenes Abbild eines menschlichen Gesichtes gefunden. Diese Gravur wurde illegal entfernt und wohl aus dem Land geschmuggelt.